# 金博爾鎮區 (明尼蘇達州傑克遜縣)
金博爾鎮區（英語：Kimball Township）是位於美國明尼蘇達州傑克遜縣的一個行政鎮區。

## 歷史
金博爾鎮區於1872年設立，得名自當地雜貨店的老闆威爾伯·S·金博爾（Wilbur S. Kimball）。

## 地方資料
金博爾鎮區的面積為93.06平方千米，當中陸地面積為92.94平方千米，而水域面積為0.12平方千米。根據2020年美國人口普查的數據，當地共有人口100人，而人口密度為每平方千米1.07人。